# بيريزني

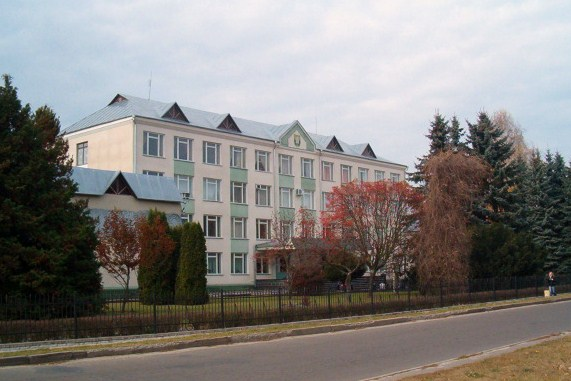
مبنى جامعة علم الحراج في بيريزني

بيريزني (Березне) هي مدينة في مقاطعة ريفنينسكا في أوكرانيا.
يبلغ عدد سكانها حوالي 12790 نسمة.